# Javier Pérez Iniesta
Javier Pérez Iniesta, es un jugador de baloncesto español, que ocupa la posición de base. (Madrid, Comunidad de Madrid, España, 16 de marzo de 1970). Tiene una longeva carrera de 20 años, los últimos de su carrera jugando en equipos modestos de la Comunidad de Madrid. Actualmente es entrenador en el Baloncesto Majadahonda. Ha podido compartir minutos de juego y entranamientos con jugadores de la talla de Dražen Petrović, Fernando Martín y Piculín Ortiz en el Real Madrid, Chandler Thompson, Andre Turner y Darrell Armstrong en el CB Ourense, Luis Scola y Hernán Jasen en el Gijón Baloncesto y Marc Jackson en el Lobos Cantabria.